# 24200 Peterbrooks
24200 Peterbrooks este un asteroid din centura principală de asteroizi.

## Descriere
24200 Peterbrooks este un asteroid din centura principală de asteroizi. A fost descoperit pe 6 decembrie 1999 la Socorro, New Mexico, în cadrul proiectului LINEAR. Asteroidul prezintă o orbită caracterizată de o semiaxă mare de 2,42 ua, o excentricitate de 0,14 și o înclinație de 6,2° în raport cu ecliptica.